# 永义乡 (韶山市)
永义乡，是中华人民共和国湖南省湘潭市韶山市下辖的一个乡镇级行政单位。2015年11月16日，清溪镇、如意镇、永义乡成建制合并设立清溪镇。

## 行政区划
永义乡下辖以下地区：
白玉村、枫木村、长湖村、韶南村、永泉村、狮山村和东湖村。